# Petrikirche (Minden)

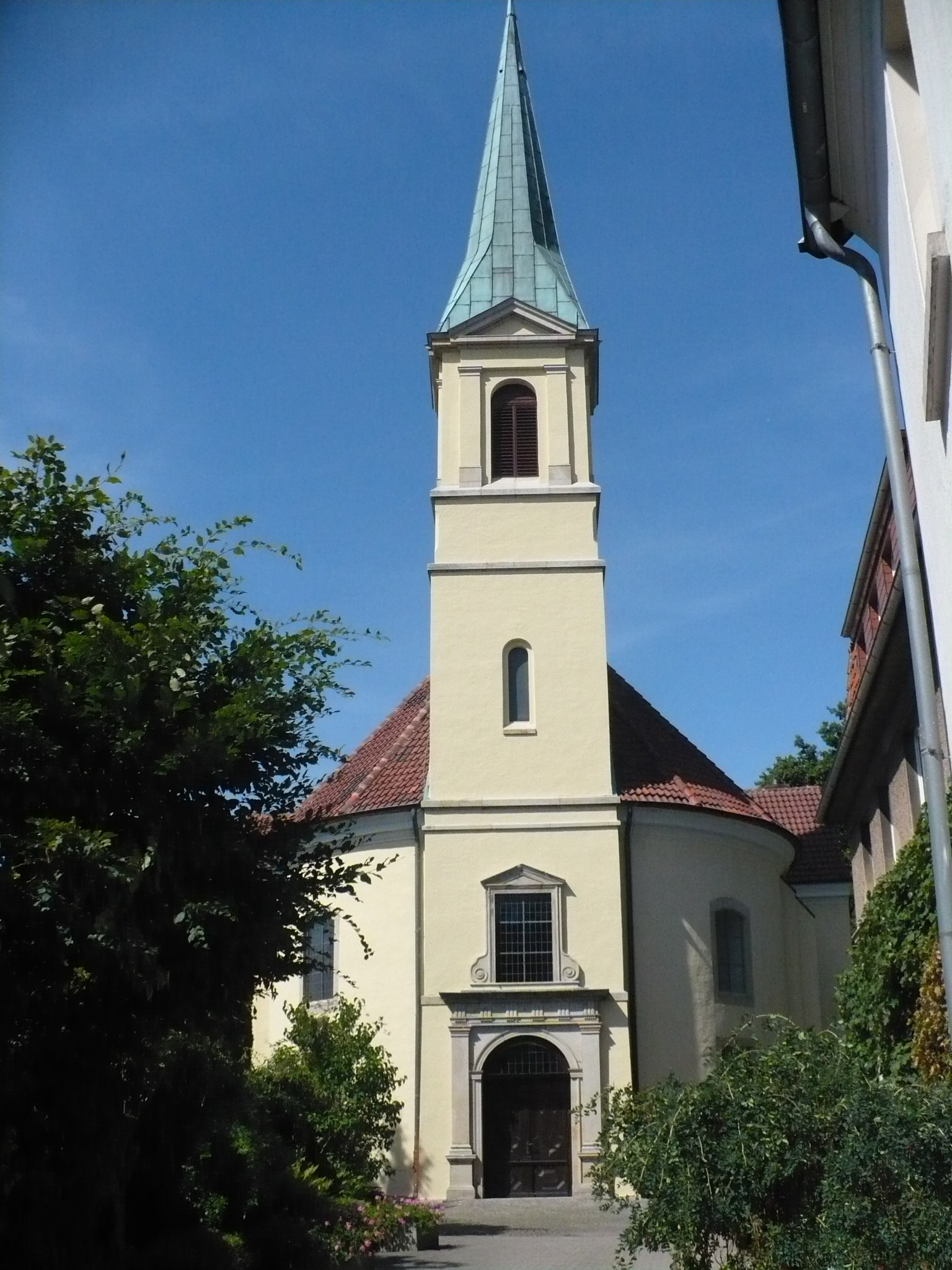
Petrikirche Minden

Die Evangelisch-reformierte Petrikirche Minden in Westfalen wurde in den Jahren 1739 bis 1743 erbaut und ist die Kirche der 1651 gegründeten Reformierten Gemeinde im ostwestfälischen Stadt Minden. Sie befindet sich in der oberen Altstadt Mindens an der Ritterstraße und bildet gemeinsam mit dem Gemeindehaus, dem Pfarrhaus, dem früheren Pfarrwitwenhaus und zwei weiteren Wohnhäusern ein denkmalgeschütztes Ensemble.
Sie ist die einzige evangelisch-reformierte Kirche im ansonsten hauptsächlich evangelisch-lutherischen Kirchenkreis Minden der evangelischen Kirche von Westfalen. Ihre Gemeindemitglieder kommen aus der ganzen Region des alten Fürstentums Minden.

## Geschichte der Evangelisch-reformierten Gemeinde und Kirche in Minden

### Anfänge in Petershagen
Nach dem Dreißigjährigen Krieg wurde das überwiegend lutherische Minden-Ravensberg durch den Westfälischen Frieden ein Teil des Kurfürstentums Brandenburg. Die brandenburgische Verwaltung übernahm das bisherige fürstbischöfliche Schloss Petershagen als Amtssitz für den neuen Statthalter Johann von Wittgenstein. Der selbst reformierte Große Kurfürst Friedrich-Wilhelm gründete dort im Jahr 1651 eine Reformierte Gemeinde und wies ihr die Petershäger Schlosskapelle zu, damit für die vermehrt zuziehenden reformierten Beamten, Soldaten und Bediensteten eine eigene Kirche zur Verfügung stand. Er setzte zugleich auch Johannes Heukeroth als reformierten Pastor ein, der und dessen Nachfolger den Titel „Hofprediger“ führten. Im Kirchbuch der Gemeinde ist für den Januar 1652 als erste Taufe die der Tochter des Statthalters, Prinzessin Louisa von Wittgenstein, eingetragen.

### Seit 1674 in Minden
Die brandenburgische Administration Minden-Ravensbergs zog 1670 nach Minden um und somit auch die meisten reformierten Christen. Die Reformierte Gemeinde übernahm dann die gerade leerstehende bisherige Posthalterei auf dem Derenthalschen Hof, der zur Reformierten Kirche mit Predigerwohnung umgebaut wurde. Am 6. September 1674 wurde diese erste Reformierte Kirche Mindens in Anwesenheit der brandenburgischen Prinzen Friedrich (dem späteren König Friedrich I. in Preußen) und Ludwig eingeweiht. Die Gemeinde wurde rasch größer, vor allem nach dem Edikt von Potsdam 1685, als viele reformierte Glaubensflüchtlinge aus Frankreich, die Hugenotten, auch nach Minden kamen. Die Kirche wurde bald zu klein, noch dazu war sie Anfang des 18. Jahrhunderts zunehmend baufällig. Im Jahr 1730 zog die Gemeinde vorübergehend für 13 Jahre in die nichtgenutzte ehemalige Dominikanerkirche St. Pauli (im 19. Jahrhundert abgerissen).

### Bau der heutigen Kirche nach französischem Vorbild
Gerne hätte die Gemeinde die St.-Pauli-Kirche auf Dauer übernommen, was vom Rat der Stadt Minden nicht genehmigt wurde. Nach einem Bittschreiben des Hofpredigers Saggitarius an König Friedrich-Wilhelm I. genehmigte dieser einen Neubau am Standort der verfallenden ersten Kirche. Der Bauplan geht auf eine Skizze des Mindener Festungskommandanten General Alexander von Beaufort zurück, der selbst noch als Kind mit seinen Eltern aus Frankreich geflohen war und die Bauskizze in Erinnerung an die in der Heimat von den Soldaten König Ludwig XIV. zerstörten Hugenottenkirche zeichnete.

### Neubau von 1739 bis 1743

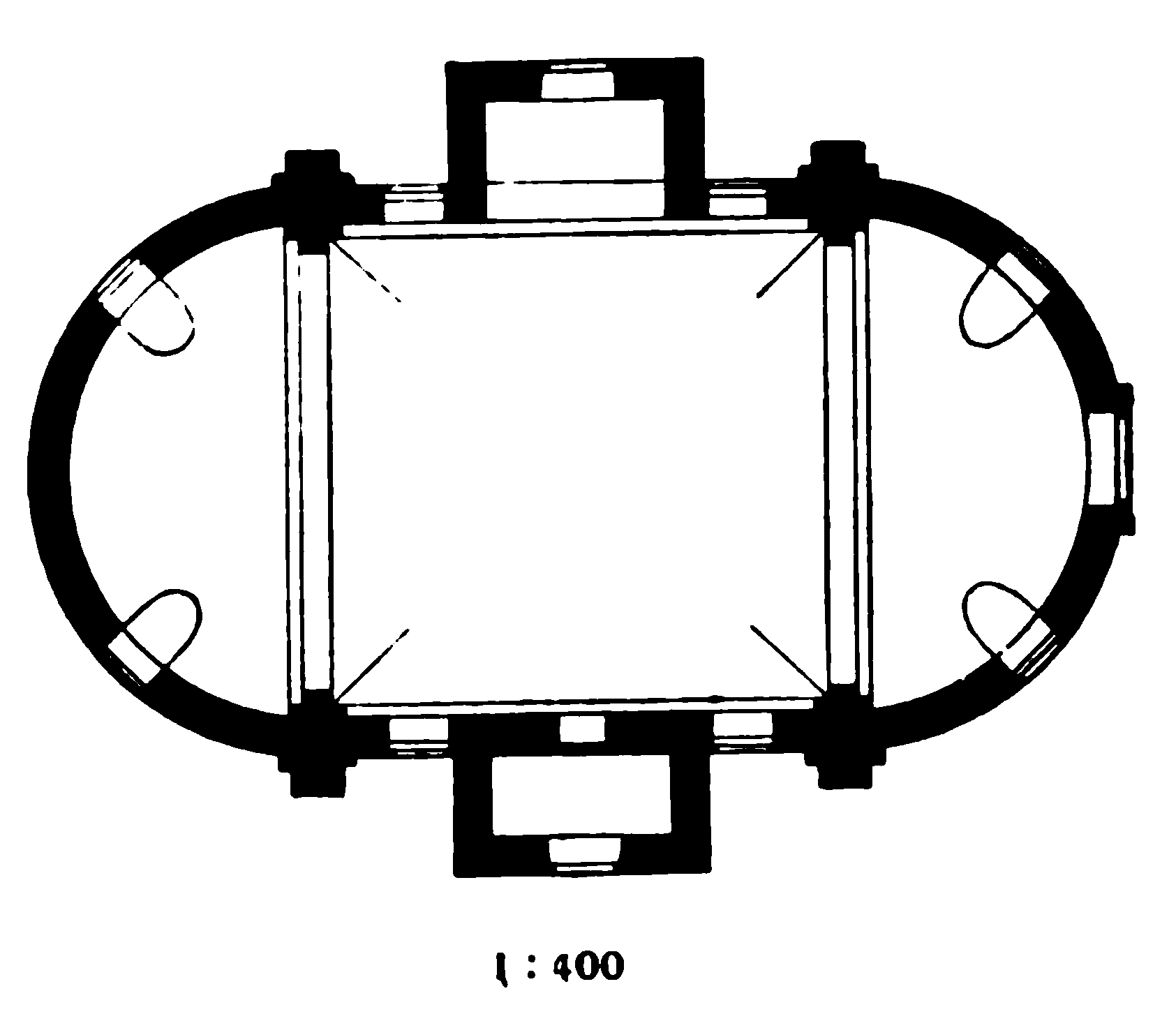
Grundriss vor dem Turmbau

Die neue Reformierte Kirche wurde nach dem französischen Vorbild als schlichter ovaler Bau ausgeführt. Sie besteht aus einem annähernd quadratischen Mittelteil mit einem 17 Meter hohen Kuppelgewölbe. Links und rechts schließen sich je seitengleiche Anbauten mit etwas niedrigeren Halbkuppeln an, so dass sich ein etwa 20 Meter breiter und 10 Meter tiefer Querbau ergab. An den Mittelbau wurden jeweils als ursprüngliche Sakristei und gegenüberliegend als Eingang Querhäuser angebaut. Die Ausstattung war überwiegend weiß und bilderlos mit einer schlichten Barockkanzel und einem einfachen Abendmahlstisch an der Südseite, um die die Bänke im Halbkreis angeordnet waren.

### Turmbau im 19. Jahrhundert
Nach 1817 trat die Gemeinde der preußischen Union bei, hielt aber an ihrem Reformierten Bekenntnisstand fest. Sie bildete aber seither mit den lutherischen Gemeinden im Kirchenkreis Minden eine gemeinsame unierte Synode. Der preußische König Friedrich Wilhelm III. verlieh der Kirche den Namen Petrikirche und die bisher dahin „Reformierte Gemeinde Minden“ hieß fortan „Evangelisch-reformierte Petrikirchengemeinde Minden“. Im Jahr 1868 wurden zum 125. Jubiläum der Kirche neue und größere Fenster eingebaut. Die Kanzel wurde an die westliche schmale Seite umgebaut und so hatte die Kirche von nun an eine Längsausrichtung, wodurch der typische Charakter der reformierten Predigtkirche aufgegeben wurde, aber schon länger wurde ein Turmbau geplant, der nach Kollekten in ganz Preußen 1896/97 erfolgte.

### Veränderungen im 20. Jahrhundert
Im Jahr 1913/14 wurde die Kirche nach dem Zeitgeschmack mit byzantinisch anmutenden Mustern ausgemalt. Außerdem wurde die Kanzel im Jugendstil überarbeitet und ein steinerner altarähnlicher Tisch angeschafft und eine pneumatische Orgel auf einer großen neuen Orgelempore eingebaut. Die größte Veränderung bildeten zwei neue Fenster mit einer Kreuzigungs- und einer Auferstehungsdarstellung. 1954 wurden diese Fenster jedoch wieder zugemauert, da sie nicht dem von den Reformierten ernstgenommenen Bilderverbot der Bibel entsprachen. Die Ausmalung erfolgte in einem schlichten Hellgrau mit weinroten Absetzungen. Ein schlichter Abendmahlstisch aus Holz ersetzte den Steintisch von 1914. Im Jahr 1913 wurde neben der Petrikirche ein Gemeindehaus im Jugendstil erbaut.

#### Quersituation wieder seit 1971
1971 erfolgte eine umfangreiche Innenrenovierung mit dem Einbau einer modernen Umlaufheizung, die die bisherigen Öfen ersetzte. Zugleich wurde die ursprüngliche Quersituation in schlichtem Weiß wiederhergestellt, indem eine neue Kanzel nun an der Nordseite eingebaut wurde und die Gemeinde auf Stühlen im Halbkreis um den Abendmahlstisch sitzt. Über der Kanzel wurde ein großer Schalldeckel angebracht.

#### Sanierung 2009 und Wiedereinbau der historischen Kanzel

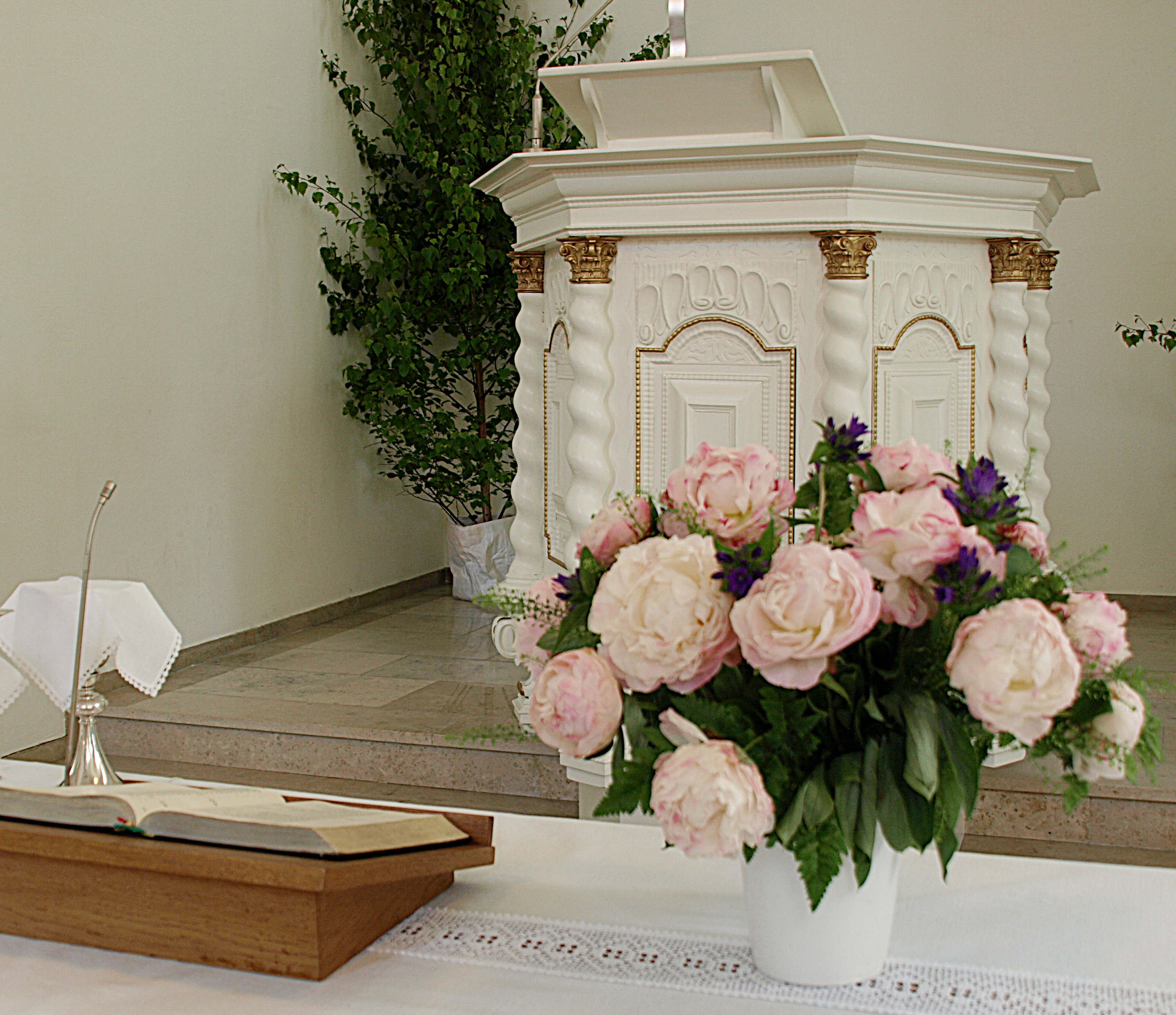
Die Kanzel von 1674. Wiederindienstnahme Pfingsten 2015

Im Jahre 2009 konnte die Petrikirche umfassend saniert werden. Sowohl innen als auch außen erhielt sie einen neuen Anstrich sowie neue Fenster mit dem für viele reformierte Kirchen typischen klaren Antikglas. Während der Renovierungsarbeiten wurde die alte Kanzel, die hinter einer Wand auf dem Dachboden des Gemeindehauses eingelagert war, freigelegt. Durch das Auffinden von Umbauzeichnungen und nach Feststellungen von Restauratoren und Kunsthistoriker stellte sich heraus, dass diese Kanzel aus dem Jahr 1674 stammt und zur ersten Ausstattung der ersten kleineren reformierten Kirche gehörte. 2015 wurde diese Kanzel nach historischen Vorgaben restauriert und wieder in die Kirche eingebaut.

### Gegenwart
Im Mittelpunkt des Gemeindelebens steht der sonn- und feiertägliche Gottesdienst mit gleichzeitigem Kindergottesdienst. Die etwa 1400 Gemeindemitglieder nehmen dafür zum Teil sehr weite Wege in Kauf, da die reformierte Petri-Kirchengemeinde die einzige reformierte Gemeinde im Kirchenkreis Minden ist. Neben dem Kirchenchor, dem Gospelchor, einem Posaunenchor, einem Flötenkreis und einer Gitarrengruppe gibt es einen Männerkreis, zwei Frauengruppen, einen Jugendkreis, einen Seniorenkreis, ein Bibelgesprächskreis, den offenen Gemeindetreff „Jour fixe“. Die Konfirmandenarbeit wird in Blockform einmal monatlich an Samstagen angeboten. Das erste Jahr findet vorgezogen als „KU3“ während des dritten Schuljahres statt. Ein Umwelt-Team beschäftigt sich mit den Kriterien der Aktion „Der Grüne Hahn“. Seit 1970 besteht eine Partnerschaft mit der Reformierten Gemeinde Magdeburg. Die Petri-Gemeinde ist Mitglied im Reformierten Bund.
Der Petrikirchplatz an der Ritterstraße in Minden mit der Petrikirche (1739–43) bildet mit dem Gemeindehaus (1913), dem Pfarrhaus (1890), dem sog. Pfarrwitwenhaus (ca. 1750), dem Küsterhaus (1935) und einem weiteren Wohnhaus (ursprünglich 16. Jahrhundert) ein denkmalgeschütztes Ensemble. Auf dem Gelände befinden sich zudem mehrere Grabplatten und historische Grabsteine u. a. von Hugenotten und der Familie Münchhausen.